# Nádudvar
Nádudvar − miasto na Węgrzech, w komitacie Hajdú-Bihar, w powiecie Püspökladány.

## Miasta partnerskie
- Urzędów (Polska), od 2000 r.
- Szalárd (Rumunia), od 2007 r.